# Hypselosoma acantheen
Hypselosoma acantheen är en insektsart som beskrevs av Hill 1991. Hypselosoma acantheen ingår i släktet Hypselosoma och familjen Schizopteridae. Inga underarter finns listade i Catalogue of Life.